# Штрмац
Штрмац (до 1991. године Стрмац) је насељено место у саставу општине Света Недеља у Истарској жупанији, Хрватска. До територијалне реорганизације у Хрватској налазио се у саставу старе општине Лабин.

## Становништво
На попису становништва 2011. године, Штрмац је имао 439 становника.

## Попис1991.
На попису становништва 1991. године, насељено место Стрмац је имало 447 становника, следећег националног састава:
| Попис 1991.‍  | Попис 1991.‍  | Попис 1991.‍ | Попис 1991.‍ | Попис 1991.‍ |
| ------------ | ------------ | ----------- | ----------- | ----------- |
|              |              |             |             |             |
| Хрвати       | Хрвати       |             | 147         | 32,88%      |
| Муслимани    | Муслимани    |             | 72          | 16,10%      |
| Југословени  | Југословени  |             | 16          | 3,57%       |
| Срби         | Срби         |             | 8           | 1,78%       |
| Италијани    | Италијани    |             | 7           | 1,56%       |
| Албанци      | Албанци      |             | 1           | 0,22%       |
| неопредељени | неопредељени |             | 5           | 1,11%       |
| регион. опр. | регион. опр. |             | 173         | 38,70%      |
| непознато    | непознато    |             | 18          | 4,02%       |
| укупно: 447  |              |             |             |             |